# الطيب طاهر الساسي
الطيب طاهر الساسي أو الطيب بن الطاهر أديب سعودي، ولد في المدينة المنورة عام 1893، وهو أحد أوائل أدباء الحجاز ومن مؤسسي النهضة الأدبية، وشقيق الأديب عبد السلام الساسي ووالد عمر الساسي، تلقى تعليمه على يد مشايخ المسجد النبوي ومنهم والده طاهر الساسي، وهو مؤسس ومدير المدرسة الراقية الهاشمية، تنقل بين الهند، اليمن، سنغافورة، و‌إندونيسيا، وسبق له العمل عضواً في مجلس الشورى ومجلس المعارف، الذي كان اللبنة الأولى لوزارة التعليم السعودية، وعمل أيضاً كمديراً لجمعية الإسعاف الخيرية.
هو من الرواد الذين كرمهم المؤتمر الأول للأدباء السعوديين عام 1974، وكان الطيب ماهراً في الصحافة و‌الخطابة والبيان، وله العديد من المساهمات المجتمعية والإصلاحية، فقد أسس للتعليم في حضرموت برفقة عبد الله المغربي، وأسس مدرسة لتعليم الجالية العربية والإسلامية في سنغافورة، وذلك خلال السنوات التي قضاها خارج الحجاز، وتوفي عام 1959، في منطقة مكة المكرمة إثر تعرضه لحادث سير.

## نسبه
هو الطيب طاهر بن محمد الساسي بن قويدر، ويرجع نسبه إلى بني سليم بن منصور، الذين خرجوا للجهاد من المدينة المنورة لينتشروا في مناطق عربية مختلفة ويستوطنون كلاً من المغرب العربي، السودان، ومصر، وقد جاء والده طاهر الساسي من منطقة الجريد في إقليم تونس.

## حياته
ولد الطيب طاهر الساسي في المدينة المنورة عام 1893م، وتلقى تعليمه على يد مشايخ المسجد النبوي ومنهم والده طاهر الساسي، وساهم في تعليمه الشيخ حمدان الونيسي، برفقة زميل دراسته محمد العربي التباني؛ إذ علمهما الونيسي الفقه والحديث والتفسير وعلوم اللغة العربية، وحين بلغ الطيب سن الرابعة عشر بدأ في ممارسة التدريس، وفي الوقت الذي حوصرت فيه المدينة المنورة من قبل الجيوش الهاشمية إضطر والده للخروج منها متوجهاً إلى الشام، ومعه خرج الطيب وبقية اشقائه، ولما توفي والدهم طاهر الساسي هناك عاد الطيب متسللاً إلى المدينة المنورة مع شقيقيه عبد السلام وعبد الله الساسي، وكان حينها يكتب ويبعث بمقالاته وقصائده الوطنية إلى صحيفة القبلة.
كان أول حجازي يرأس تحرير صحيفة القبلة؛ إذ أوكل إليه الشريف حسين هذه المهمة إلى جانب توليه إدارة المدرسة الراقية الهاشمية، كما سبق له أن رأس أيضاً تحرير بريد الحجاز، ثم اضطر مرة أخرى لمغادرة المنطقة مع عمه، إذ توجها إلى عدن في جمهورية اليمن، وهناك درس بشكل مكثف عند كلاً من كامل صلاح والسيد حامد المحظار، وأسس للتعليم مع عبد الله المغربي في حضرموت، وقضى 15 سنة متنقلاً ما بين اليمن والهند وإندونيسيا وسنغافورة، وفي هذه الأخيرة أسس مدرسة لتعليم الجالية العربية والإسلامية.
عاد إلى الحجاز بعد أن دخلت تحت حكم الملك عبد العزيز آل سعود، وفد عليه فأحسن وفادته وعيّنه عضواً في مجلس المعارف ومديراً بعد ذلك لصحيفة أم القرى، وعضواً في لجنة التبرعات الفلسطينية، وفي عهد الملك سعود بن عبد العزيز عمل كعضواً في مجلس الشورى، وقد كتب إليه الشيخ فؤاد الخطيب بقصيدة استحضرت أبرز صفاته الخُلقية، فقد كان ساعياً للخير ومصلحاً، من أبياتها:
دعوتك أيها الخدن المُفدى---- إليّ فكُنت أسرع من أجابا
وقمت موفقاً في كل أمرٍ---- بما اكتسح المشاكل والصعابا
وأنت (الطيب الساسي) طابت---- بك الدنيا وصفو الود طابا
وكم من خُطةٍ خالفت فيها---- فكان سدَادك العجب العجابا
كما نضّدت حرف الطبع عكسا---- فكانت عندما قُرئِت صوابا.
كُرّم الطيب الساسي رائداً من رواد الأدب في المؤتمر الأول للأدباء السعوديين عام 1974م، وذلك بعد وفاته بـ 15 عاماً إذ توفي في حادث سير في منطقة مكة المكرمة عام 1959م.